# Ferrovia di Baghdad
La cosiddetta ferrovia di Baghdad (in turco Bağdat Demiryolu, in tedesco Bagdadbahn, in francese Chemin de Fer Berlin-Baghdad) è un percorso ferroviario costruito tra il 1903 e il 1940. Copriva una distanza di 1679 chilometri e aveva come stazione di partenza la città di Konya in Turchia e come capolinea la città di Baghdad in Iraq. Inoltre, se si prendono in considerazione la linea anatolica Istanbul - Konya e le diramazioni secondarie in Siria e Iraq, arrivava a coprire la lunghezza di 3205 km.
La sua realizzazione, nella sua interezza, è da considerare un vero e proprio capolavoro di ingegneria ferroviaria e uno dei più articolati progetti infrastrutturali dell'epoca.
Il percorso derivante dal bivio, che dalla penisola anatolica converge verso Damasco proseguendo per Medina, conosciuto come Ferrovia dell'Hegiaz o Hedschasbahn, è stato progettato e costruito contemporaneamente. Può considerarsi come parte integrante dello stesso progetto.
La ferrovia di Baghdad è anche conosciuta come ferrovia Berlino-Baghdad. Più che una linea unitaria, con la denominazione ferrovia Berlino-Baghdad si tendeva a definire un progetto geo-politico a forte valenza economica, che la Germania, a pochi anni dalla sua unificazione, tendeva a realizzare nel Medio Oriente. Ma in effetti, rappresentava un esempio di raffinata Ostpolitik ante litteram.
Inizialmente era stata concepita come la tratta meridionale di una moderna ferrovia che avrebbe potuto salvaguardare l'integrità dell'Impero ottomano, ormai in disfacimento. In effetti, però, ambiva a diventare, da parte degli imperi centrali, l'asse di penetrazione in quelle zone del Medio Oriente che erano poste a sudest del continente europeo. L'obiettivo era il raggiungimento delle risorse e di sbocchi sul Golfo Persico.

## Percorso
| Straight track |

| Station on track |

| Station on track |

| Station on track |

| Station on track |

| Station on track |

| Station on track |

| Station on track |

| Station on track |

| Station on track |

| Station on track |

| Unknown route-map component "exBHF" |

| Unknown route-map component "exBHF" |

| Station on track |

| Unknown route-map component "ABZg+l" |

| Unknown route-map component "tGIPl" |

| Unknown route-map component "exBHF" |

| Station on track |

| Enter and exit short tunnel |

| Station on track |

| Enter and exit short tunnel |

| Station on track |

| Enter and exit short tunnel |

| Station on track |

| Enter and exit short tunnel |

| Station on track |

| Enter and exit short tunnel |

| Station on track |

| Enter and exit short tunnel |

| Enter and exit tunnel |

| Enter and exit tunnel |

| Station on track |

| Unknown route-map component "hSTRae" |

| Station on track |

| Station on track |

| Station on track |

| Station on track |

| Unknown route-map component "ABZg+r" |

| Station on track |

| Straight track |

| Station on track |

| Station on track |

| Station on track |

| Unknown route-map component "exBHF" |

| Station on track |

| Station on track |

| Station on track |

| Station on track |

| Station on track |

| Station on track |

| Station on track |

| Station on track |

| Station on track |

| Station on track |

| Station on track |

| Station on track |

| Station on track |

| Station on track |

| Junction both to and from right |

| Station on track |

| Station on track |

| Unknown route-map component "exBHF" |

| Station on track |

| Station on track |

| Unknown route-map component "exBHF" |

| Station on track |

| Station on track |

| Enter and exit tunnel |

| Station on track |

| Enter and exit tunnel |

| Unknown route-map component "STR+l" | Unknown route-map component "ABZqr" | Unknown route-map component "STR+r" |

| Station on track |  | Straight track |

| 511,4 |
| 0,0   |

| Unknown route-map component "eBHF" |  | Straight track |

| Station on track |  | Straight track |

| Unknown route-map component "eABZgl" | Unknown route-map component "exSTR+r" | Straight track |

| Unknown route-map component "eBHF" | Unknown route-map component "exSTR" | Straight track |

| Station on track | Unknown route-map component "exSTR" | Straight track |

| Unknown route-map component "eABZg+l" | Unknown route-map component "exSTRr" | Straight track |

| Restricted border on track |  | Straight track |

| Station on track |  | Straight track |

| 549,8 |
| 0,0   |

| Station on track |  | Straight track |

| Station on track |  | Straight track |

| Station on track |  | Straight track |

| Station on track |  | Straight track |

| Station on track |  | Straight track |

| Station on track |  | Straight track |

| Station on track |  | Straight track |

| Station on track |  | Straight track |

| Unknown route-map component "ABZg+r" |  | Straight track |

| Unknown route-map component "ABZg+l" | Unknown route-map component "STR+r" | Straight track |

| Station on track | Straight track | Straight track |

| 85,5 |
| 0,0  |

| Unknown route-map component "ABZgr" | Straight track | Straight track |

| Unknown route-map component "eABZg+r" | Straight track | Straight track |

| Unknown route-map component "eABZg+r" | Straight track | Straight track |

| Station on track | Straight track | Straight track |

| One way leftward | Straight track | Straight track |

|  | Unknown route-map component "eBHF" | Straight track |

|  | Unknown route-map component "eBHF" | Straight track |

|  | Station on track | Straight track |

|  | Restricted border on track | Straight track |

|  | Station on track | Straight track |

|  | Unknown route-map component "eBHF" | Straight track |

|  | Unknown route-map component "eBHF" | Straight track |

|  | Unknown route-map component "eBHF" | Straight track |

|  | Straight track | Station on track |

|  | Straight track | Station on track |

|  | Straight track | Station on track |

|  | Straight track | Station on track |

|  | Straight track | Station on track |

|  | Straight track | Unknown route-map component "ABZg+l" |

|  | Straight track | Station on track |

|  | Straight track | Station on track |

| 68,7 |
| 0,0  |

|  | Straight track | Unknown route-map component "ABZgl" |

|  | Straight track | Station on track |

|  | Straight track | Station on track |

|  | Straight track | Station on track |

|  | Straight track | Station on track |

|  | Straight track | Station on track |

|  | Straight track | Station on track |

|  | Straight track | Unknown route-map component "eBHF" |

|  | Straight track | Unknown route-map component "ABZg+r" |

|  | Straight track | Station on track |

|  | Straight track | Station on track |

|  | Straight track | Station on track |

|  | Straight track | Station on track |

|  | Straight track | Station on track |

|  | Straight track | Station on track |

|  | Straight track | Station on track |

|  | Straight track | Station on track |

|  | Straight track | Station on track |

|  | Straight track | Station on track |

|  | Straight track | Station on track |

|  | Straight track | Station on track |

|  | Straight track | Station on track |

|  | Straight track | Station on track |

|  | Straight track | Station on track |

|  | Unknown route-map component "ABZg+l" | One way rightward |

| Station on track |

| 115,0 |
| 174,9 |

| Unknown route-map component "hKRZWae" |

| Station on track |

| Station on track |

| Station on track |

| Station on track |

| Station on track |

| Station on track |

| Station on track |

| Station on track |

| Station on track |

| Station on track |

| Station on track |

| Station on track |

| Station on track |

| Unknown route-map component "ABZgl" |

| Station on track |

| Unknown route-map component "ABZgl" |

| Unknown route-map component "exBHF" |

| Station on track |

| Station on track |

| Station on track |

| Restricted border on track |

| Non-passenger station/depot on track |

| Junction both to and from right |

| Non-passenger station/depot on track |

| Station on track |

| Station on track |

| Station on track |

| Unknown route-map component "exBHF" |

| Station on track |

| Restricted border on track |

| Unknown route-map component "exBHF" |

| Station on track |

| Unknown route-map component "exBHF" |

| Station on track |

| Station on track |

| Station on track |

| Unknown route-map component "exBHF" |

| Station on track |

| Unknown route-map component "exBHF" |

| Station on track |

| Unknown route-map component "exBHF" |

| Unknown route-map component "exBHF" |

| Station on track |

| Unknown route-map component "ABZg+l" |

| Station on track |

| Station on track |

| Station on track |

| Unknown route-map component "exBHF" |

| Station on track |

| Station on track |

|  | Unknown route-map component "eABZgl" | Unknown route-map component "exSTR+r" |

|  | Unknown route-map component "eABZg+l" | Unknown route-map component "exSTRr" |

| Station on track |

| Station on track |

| Unknown route-map component "exBHF" |

| Station on track |

|  | Unknown route-map component "ABZgl" | Unknown route-map component "STR+r" |

|  | Station on track | Straight track |

|  | Station on track | Straight track |

|  | Straight track | Station on track |

|  | Straight track | Station on track |

|  | Straight track | Unknown route-map component "ABZg+l" |

|  | Straight track | Unknown route-map component "ABZg+l" |

|  | Straight track | Station on track |

| Unknown route-map component "STR+l" | One way rightward | Straight track |

| Straight track | Unknown route-map component "STR+l" | One way rightward |

| Unknown route-map component "ABZglr" | Unknown route-map component "ABZglr" | Unknown route-map component "STR+r" |

| Unknown route-map component "KRZu" | One way rightward | Straight track |

| One way leftward | Unknown route-map component "ABZ+lr" | One way rightward |

| Unknown route-map component "exBHF" |

| Station on track |

| Unknown route-map component "exBHF" |

| Unknown route-map component "exBHF" |

| Station on track |

| Station on track |

| Unknown route-map component "exBHF" |

| Unknown route-map component "exBHF" |

| Unknown route-map component "exBHF" |

| Unknown route-map component "exBHF" |

| Station on track |

| Station on track |

| Station on track |

|  | Unknown route-map component "eABZgl" | Unknown route-map component "exSTR+r" |

| 1007,0 |
| 27,4   |

|  | Straight track | Unknown route-map component "exBHF" |

|  | Straight track | Unknown route-map component "exBHF" |

|  | Straight track | Unknown route-map component "exBHF" |

|  | Station on track | Unknown route-map component "exSTR" |

|  | Station on track | Unknown route-map component "exSTR" |

|  | Unknown route-map component "eABZg+l" | Unknown route-map component "exSTRr" |

| 1034,0 |
| 0,0    |

| Station on track |

| Unknown route-map component "ABZgl" |

| Unknown route-map component "exBHF" |

| Unknown route-map component "exBHF" |

| Station on track |

| Unknown route-map component "ABZg+l" |

| Station on track |

| Unknown route-map component "ABZgr" |

| Unknown route-map component "exBHF" |

| Unknown route-map component "ABZg+r" |

| Junction both to and from right |

| End station |

Il percorso si configurava come una continuazione della ferrovia anatolica della tratta "Istanbul-Konya-Ankara", per raggiungere Adana e Aleppo e collegarsi poi a Mosul e Baghdad. Era prevista un'ulteriore continuazione per arrivare fino a Bassora e successivamente sul Golfo Persico.
Unito alla Ferrovia dell'Hegiaz, che da Damasco, con la diramazione per Tripoli arrivava fino a Medina, costituiva un sistema ferroviario profondamente inserito nel sud dell'Impero Ottomano.
La sezione che si snoda nella parte meridionale della penisola anatolica è stata costruita a debita distanza dalla costa, per non renderla vulnerabile, in caso di conflitti, a possibili bombardamenti provenienti da artiglieria navale.
Infine, per non escludere l'importante terminale portuale di Alessandretta dal tracciato, è stato necessario realizzare una galleria lunga otto chilometri, sotto il massiccio dei Monti Nur, per creare un collegamento con Aleppo.

## Realizzazione dell'opera

### Storia
Nel corso del XIX secolo gli equilibri geopolitici del medio oriente e della penisola balcanica erano divenuti molto precari, a causa del progressivo indebolimento della Sublime porta, che viveva un periodo di profondo disagio. Se da una parte l'eccessiva incidenza della burocrazia negli affari di stato ne era responsabile, dall'altra era soprattutto il modello della società ottomana, così legato agli splendori del passato, ad esserne la principale causa.
Nel 1868, il sultano Abdul Aziz, che era un fervido ammiratore dei progressi scientifici e tecnici europei, nel tentativo di modernizzare il paese, diede alla Chemins de fer Orientaux dell'imprenditore e banchiere tedesco Maurice de Hirsch, la concessione per la costruzione della linea ferroviaria che da Dobrljin (Novi Grad), al confine dell'allora Impero austro-ungarico, avrebbe portato, senza soluzione di continuità, a Costantinopoli, sostituendo il primo avventuroso tracciato dell'Orient Express, già di pertinenza dell'impero Ottomano.
Questa strada ferrata, fu costruita sotto la guida dell'ingegnare tedesco Wilhelm Pressel e fu portata a termine solo nel 1888, quando ormai la Sublime porta, aveva perso le sue province in Europa. Ciononostante nel 1872, Pressel, che aveva ottenuto la carica di Ingegnere imperiale, sollecitato dal sultano, stilò un progetto per una rete ferroviaria lunga 6800 chilometri, per la copertura dei restanti territori dell'impero.
In quello stesso anno, un consorzio finanziario guidata dalla Deutsche Bank ottenne la concessione per la costruzione di una prima linea di 91 chilometri. Fu realizzata sotto la direzione di Pressel e portava da Costantinopoli a Ismid. Era, questa, la tratta iniziale della Ferrovia Anatolica, che avrebbe congiunto, nel 1892 Costantinopoli ad Ankara, e dalla quale poi nacque nel 1896 la diramazione per Konya, da cui partirà la Ferrovia di Baghdad.
Il sultano Abdul Hamid II, anch'egli di cultura filo occidentale, aveva visto come lo sviluppo dei trasporti su rotaia aveva contribuito, in modo determinante, al progresso economico e commerciale dell'Europa e delle Americhe, dove gli Stati Uniti, grazie alla ferrovia, poterono contare su una rapida espansione, con l'acquisizione di nuovi e vasti territori.
Ispirandosi a questi modelli, e all'operato del suo predecessore, fin dagli anni '80 fu determinato, nella nuova situazione geografica del suo paese, a sviluppare una grande rete ferroviaria, che, dopo la perdita dei Balcani, restituisse centralità alla capitale, Costantinopoli.
Nello stesso tempo, trasporti veloci ed efficienti avrebbero reso più efficace il controllo e la stabilità di quelle regioni che, lungo il corso del Tigri e l'Eufrate, si estendevano fino al Golfo Persico. In questo modo oltre ad ottenere una veloce penetrazione commerciale, avrebbe potuto contare, in caso di necessità, anche su una rapida mobilitazione delle sue forze militari.
Va ricordato qui, per inciso, che, già in precedenza, negli anni '30, era maturata l'idea di aprire una via per le Indie, attraverso la valle dell'Eufrate. Si concretizzò negli anni '40, con la spedizione dell'inglese Francis Rawdon Chesney, che, supportato dal favore della Compagnia britannica delle Indie orientali, stilò un rapporto di fattibilità, della nuova strada ferrata. Rapporto, che però non trovò una sua concreta realizzazione, poiché, in quello stesso periodo (1847), fu ultimato un altro progetto, che rivolto alla realizzazione del canale di Suez, spostò, in quella direzione, l'attenzione del governo britannico.

### Evoluzione finanziaria del progetto e interferenze diplomatiche
Nella seconda metà del XIX secolo, gran parte delle attività finanziarie del grande malato del Bosforo, erano oggetto di interessi stranieri. In particolare l'amministrazione statale del paese possedeva meno del 5% della Banca Imperiale Ottomana, che era saldamente in mano anglo-francese. In particolare la Francia con questa joint venture, controllava l'Amministrazione del debito pubblico ottomano.
Per bilanciare la forte dipendenza finanziaria da questi paesi, il sultano offrì alle banche tedesche la possibilità di finanziare la costruzione della nuova ferrovia. Prospettiva che trovò anche il favore, seppur tiepido, da parte del governo britannico, che, nonostante tutto, aveva a cuore una stabilizzazione del traballante impero mediorientale, la cui disgregazione avrebbe favorito l'Impero austro-ungarico da una parte e quello russo dall'altra.
D'altro canto il Regno Unito non volle entrare in concorrenza con i tedeschi, in quanto non riteneva finanziariamente conveniente la realizzazione di tale ferrovia.
Inoltre il sultanato, quando all'interno del suo territorio accolse interventi militari da parte della Prussia e della Germania, ebbe sempre delle esperienze più che positive. I tedeschi avevano solo interessi economici da condividere con loro, a differenza degli inglesi e dei francesi, che portavano avanti una politica coloniale e erano interessati a conquiste territoriali. Per questo motivo, Abdul Hamid II, preferì mettersi, di buon grado, sotto la protezione dell'imperialismo tedesco.
Il contratto di finanziamento della Ferrovia di Baghdad, rispetto agli altri concorrenti europei, fu considerato con maggior favore dalle banche tedesche.
Georg von Siemens, amministratore della Deutsche Bank, che all'inizio si era dimostrato alquanto riluttante, mutò atteggiamento dopo l'aggiunta della clausola che prevedeva, per la durata di 99 anni, il diritto allo sfruttamento di ricche miniere per venti chilometri a destra e a sinistra della linea ferrata, e dopo le notizie della scoperta di importanti risorse petrolifere in Mesopotamia ruppe gli indugi.
Dall'altra parte lo stesso imperatore Guglielmo II di Germania scese in campo, personalmente in appoggio dell'impresa, nell'intento di bilanciare lo strapotere delle potenze anglo-francesi. Allo stesso modo il governo voleva riguadagnare quel prestigio internazionale, che in quel periodo era diminuito rispetto agli standards prefissati dall'Intelligence germanica.
Oltre tutte queste considerazioni, il raggiungimento di quelle zone remote del medio oriente, avrebbe favorito un flusso di esportazione di prodotti tedeschi. Lo sbocco, poi, nel Golfo Persico, avrebbe dato, all'opera, una valenza strategica militare, per le operazioni della Marina imperiale tedesca. Tali obiettivi, nel prosieguo entrarono, ineluttabilmente, in contrasto con gli interessi francesi e soprattutto con quelli inglesi che nell'Oceano Indiano non intendevano condividere la loro supremazia.
Questi risvolti con tutte le complicazioni ad essi connessi, all'inizio furono smussati dalla fine diplomazia di Siemens, ma con il progredire dei lavori, emersero ostacoli di natura politica sempre più complessi, che culminarono con'ingresso dell'Impero Ottomano, nella cosiddetta Quadruplice Alleanza.
Sta di fatto che il sindacato, diretto da Siemens, per la costruzione della Ferrovia di Baghdad, denominato Baghdad-Eisenbahngesellschaft, per tutta la sua durata, ebbe una vita estremamente critica.
Nel 1897 un nuovo ambasciatore tedesco fu accreditato presso la corte di Costantinopoli. Era il barone Adolf Marschall von Bieberstein. Fine diplomatico, che, pur essendo anti inglese, riusciva ad intrattenere amichevoli rapporti con la corte britannica. L'anno successivo, riuscì ad organizzare un incontro tra il sultano e Guglielmo II. Nell'occasione venne ufficialmente presentata l'offerta del sindacato tedesco, guidato dalla Deutsche Bank, per ottenere la concessione relativa alla costruzione della ferrovia di Baghdad.
Anche se i tempi non erano maturi, dato che la diramazione della ferrovia Costantinopoli-Ankara, diretta a Konya, non era ancora stata ultimata, con grande soddisfazione del Kaiser e di Siemens, un preliminare di accordo fu approvato. Quando, finalmente, i lavori della ferrovia per Konya, furono ultimati, la Deutsche Bank ottenne la tanto attesa concessione, seppure in via provvisoria, in attesa di recepire tutti i finanziamenti necessari, per la realizzazione dell'intera opera.
Fu a questo punto che, per Siemens, iniziò la fase più complessa e difficile. Si adoperò immediatamente per attirare capitali, russi, inglesi e francesi. Ma a mano a mano che la struttura dell'operazione finanziaria, prendeva forma e i protocolli di intesa, con i vari operatori stranieri erano vicini alla firma, aumentò l'ostilità dei relativi governi, che alle opportunità economiche, anteponevano gli interessi politici.
Da una parte lo zar Nicola II temeva che questa nuova ferrovia, in mano ai tedeschi, potesse minacciare i suoi interessi nell'Armenia e nella Persia settentrionale e i suoi confini meridionali nel Caucaso, dall'altra gli Inglesi, che in un primo tempo avevano sottovalutato l'ingerenza tedesca, si resero conto che i loro interessi nel Golfo Persico potevano essere minacciati.
Inoltre la valenza politica di questa moderna via di comunicazione, avrebbe procurato all'Impero Ottomano, nuova forza, costituendo una minaccia musulmana per l'India e avrebbe potuto incrinare la sfera di influenza che la Gran Bretagna stava assumendo nella penisola arabica e nei paesi a sud dell'Eufrate. La Francia, dal canto suo, pur non avendo una posizione ben definita, finì con l'allinearsi con i paesi a cui era politicamente più vicina.
Ad ogni buon conto l'Inghilterra, al fine di limitare i possibili aspetti negativi dell'impresa, fece stipulare dall'allora viceré dell'India Lord Curzon, un accordo con l'emiro del Kuwait, Mubarak Al Sabah, con il quale, quest'ultimo si impegnava a non far costruire ferrovie, nel proprio territorio, senza il preventivo consenso della corona inglese.
Visti questi insuccessi, Siemens, dopo aver incassato anche il rifiuto di varie banche newyorchesi, scelse l'alleanza di istituti di credito dei paesi più vicini alla Germania, come l'Impero Austroungarico e l'Italia, oltre ovviamente la Banca Imperiale Ottomana.
Alla fine la Deutsche Bank ottenne finalmente la concessione conclusiva.
Dopo Baghdad, la stazione finale sarebbe dovuta essere Bassora, poi successivamente, sarebbe stato scelto un luogo, sulla costa del Golfo Persico.
Il 13 aprile 1903 fu costituita la Société Impériale du Chemin de fer de Bagdad. I principali investitori furono la Deutsche Bank (40%), La Banca imperiale Ottomana (30%), la Ferrovia Anatolica (10%), la Wiener Bankverein (società bancaria Viennese) e il Schweizerische Kreditanstalt (7%), ed infine la Banca Commerciale Italiana (5%).
Il finanziamento si articolò attraverso l'emissione di un prestito obbligazionario, curato dalla Banca Imperiale Ottomana, da collocare tramite le banche investitrici. La prima trance, di 54 milioni di Franchi Francesi, fu collocata nel 1904, la seconda di 108 milioni nel 1910, la terza di 60 milioni nel 1912.

### Costruzione

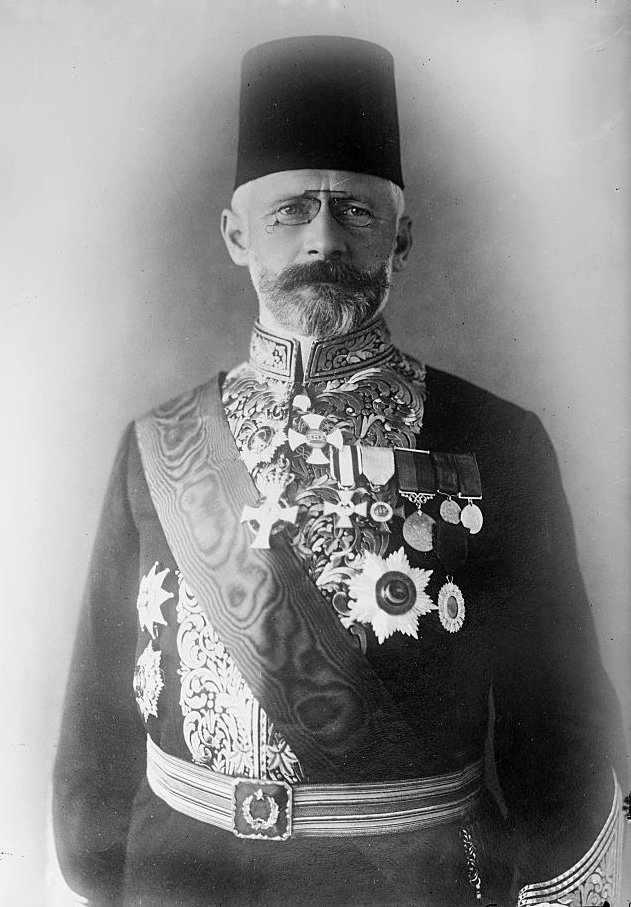
Heinrich August Meissner

Già negli anni '90 del XIX secolo erano iniziati gli studi di fattibilità, per la costruzione della ferrovia, secondo le linee del progetto. Le spedizioni approntate ebbero, tra l'altro, la sorpresa di incontrare una natura incontaminata, scientificamente inesplorata, che portò, durante la costruzione, a importanti scoperte, sia nel campo dell'archeologia, che in quelli della zoologia e della botanica.
Il 27 luglio 1903 iniziarono i lavori. La costruzione doveva avere la durata complessiva di 10 anni. Obiettivo che non fu possibile raggiungere, non per problemi di ordine tecnico, ma per difficoltà di origine politica e di ordine pubblico, dovuti a sommovimenti provocati dai Giovani Turchi, che bloccarono i lavori da 1904 al 1910.
La ferrovia fu realizzata con il contributo significativo di molte imprese tedesche. La Philipp Holzmann AG, curò la gestione globale della costruzione, comprensiva di molte grandi stazioni. La Friedrich Krupp AG ebbe l'imponente appalto per la fornitura delle rotaie, Le locomotive, infine, vennero fornite da diversi gruppi, quali, la Borsig, la Fives Group, la Hanomag, la Henschel & Sohn e la Maffei.
Per i cantieri, furono necessarie numerose maestranze, che in determinati periodi, raggiunsero il numero di 35.000 unità, in particolare quando furono affrontati i tratti più impervi, in cui le condizioni furono spesso estreme e pericolose.
La parte dei lavori, tecnicamente più complessa, fu affidata a l'ingegnere tedesco Heinrich August Meissner, che, per i meriti acquisiti, ricevette dal sultano il titolo di Pascià. Affrontò con perizia difficili sfide, come l'attraversamento delle Porte della Cilicia e delle montagne della catena del Tauro. In particolare per quest'ultimo percorso, che conduce ad un'altezza massima di 1478 metri, fu necessario costruire 37 gallerie, di una lunghezza di 20 chilometri ciascuna, oltre numerosi ponti e viadotti tra cui quello imponente di Gavurdere, nei pressi di Adana.
Come accennato, i lavori furono rallentati a causa della rivoluzione dei Giovani Turchi. In questa nuova situazione il progetto di costruire il prolungamento fino a Bassora fu accantonato, mentre nel 1912, iniziò la costruzione che da Baghdad portava verso nord per la congiunzione con Mosul, sempre sotto la guida dell'ingegner Meissner.

## Conseguenze politiche
La ferrovia di Baghdad, avrebbe potuto essere un conveniente punto di incontro per tutta l'Europa, instaurando una veloce connessione, attraverso il medio oriente, verso l'India e l'Oceano Indiano con le sue rotte verso l'Africa orientale. Divenne invece il pomo della discordia che catalizzò tutte le incomprensioni e diffidenze europee.
La Gran Bretagna vedeva minacciati i suoi interessi nel continente asiatico e il possibile insediamento di basi militare da parte di una superpotenza straniera nel Golfo Persico, come accennato, turbava i suoi piani strategici nella regione. Inoltre la ferrovia entrò in concorrenza con altri progetti infrastrutturali, come il Canale di Suez e i progetti ferroviari dei Russi in Iran. In questo modo la ferrovia di Baghdad divenne, un elemento catalizzatore delle ostilità della Russia, della Francia e dell'Inghilterra. Sull'altro versante aumentò le tensioni tra la Germania e le potenze mondiali circostanti.
(in Enciclopedia Treccani - Vol. V, voce: BAGHDĀD, Roma 1930.)
Va detto che all'inizio il governo inglese, aderendo al punto di vista del diplomatico tedesco Adolf Marschall von Bieberstein, vagliò la possibilità di un'integrazione nel progetto, ma preferì desistere visto che l'opinione pubblica anglosassone, influenzata dalla propaganda imperialistica tedesca, vedeva con timore l'espansione della flotta imperiale germanica, che, con l'apertura di un nuovo punto di riferimento in oriente, avrebbe avuto un'accelerazione.
Nonostante ciò, nel maggio del 1914 i due paesi, raggiunsero un accordo, che prevedeva la rinuncia da parte della Germania al diritto di proseguire la ferrovia oltre Bassora. La Germania, inoltre, si impegnava a non costruire né porti né stazioni sul Golfo Persico, senza una preventiva intesa con l'Inghilterra. Da parte sua, quest'ultima, si impegnava a non costruire linee concorrenti.
Lo schema dell'accordo con la firma dell'imperatore, fu consegnato alle autorità inglesi il 30 luglio 1914, ma in quei giorni scoppiava il primo conflitto mondiale e l'intesa non ebbe più luogo.

## Cronologia delle aperture
La ferrovia di Baghdad è stata gradualmente aperta al traffico in tratte, vedere la tabella seguente:
| Percorso                       | Lunghezza (km) | Apertura         | Annotazioni                                                 |
| ------------------------------ | -------------- | ---------------- | ----------------------------------------------------------- |
| Konya–Bulgurlu                 | 200            | 25 ottobre 1904  |                                                             |
| Bulgurlu–Ulukışla              | 38             | 1 luglio 1911    |                                                             |
| Ulukışla–Karapınar             | 53             | 21 dicembre 1912 |                                                             |
| Karapınar–Dorak (Tarso)        | 37             | 9 ottobre 1918   | Attraversamento della catena del Tauro                      |
| Dorak–Yenice                   | 18             | 27 aprile 1912   |                                                             |
| Yenice–Adana                   | 24             | 30 giugno 1886   | Questo tratto faceva parte della Ferrovia Mersin–Adana      |
| Adana–Toprakkale–Mamure        | 97             | 27 aprile 1912   | Diramazione a Alessandretta, inaugurata il 1º novembre 1913 |
| Mamure–İslahiye                | 54             | 1 agosto 1917    | Attraversamento della catena dei Monti Nur                  |
| İslahiye–Radschu               | 46             | 19 ottobre 1915  |                                                             |
| Radschu–Muslimiyya–Dscharablus | 188            | 15 dicembre 1912 |                                                             |
| Muslimiyya–Aleppo              | 15             | 15 dicembre 1912 |                                                             |
| Dscharablus–Tall Abyad         | 101            | 11 luglio 1914   |                                                             |
| Tall Abyad–at-Tu'aim           | 62             | 1 giugno 1915    |                                                             |
| at-Tu'aim–Rasulain             | 41             | 23 luglio 1915   |                                                             |
| Rasulain–Darbiziyya            | 61             | 1 febbraio 1917  |                                                             |
| Darbiziyya–Nusaybin            | 59             | 30 giugno 1918   |                                                             |
| Nusaybin–Tall Ziwan            | 11             | 30 giugno 1933   |                                                             |
| Tall Ziwan–Tall Kushik         | 71             | 2 maggio 1935    |                                                             |
| Tall Kushik–Samarra            | 384            | 15 luglio 1940   | Furono utilizzati tratti costruiti in precedenza            |
| Samarra–Istabulat              | 21             | 7 ottobre 1914   |                                                             |
| Istabulat–Sumika               | 37             | 27 agosto 1914   |                                                             |
| Sumika–Baghdad                 | 61             | 2 giugno 1914    |                                                             |

## La Prima guerra mondiale e le ripercussioni sul progetto

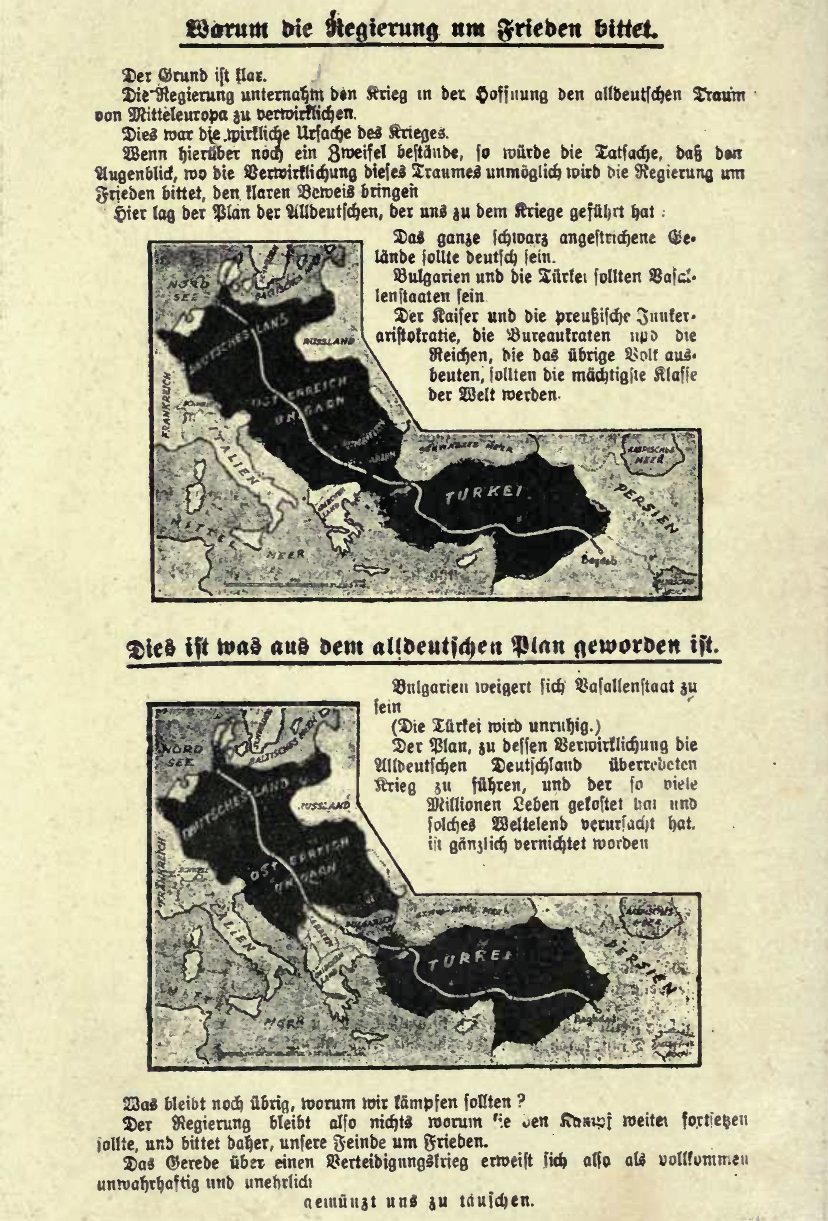
Volantino della Crewe House che respingeva l'offerta di pace degli Imperi centrali (1916)

Le difficoltà politico finanziarie ed alcuni problemi di carattere tecnico, riscontrati nell'attraversamento della catena del Tauro, causarono un notevole ritardo rispetto al programma stilato nel progetto iniziale. L'inizio della prima guerra mondiale finì per focalizzare lo sviluppo dei lavori, soprattutto in quei settori che avevano valenza strategica.
Sia per i Tedeschi che per gli Ottomani, il completamento della ferrovia rivestiva un ruolo di primaria importanza e decisivo per le sorti della guerra in Medio Oriente. In particolare la Germania dipendeva, per i rifornimento di petrolio, dagli Stati Uniti. Il raggiungimento dei ricchi giacimenti del sud rappresentava la più valida alternativa.
Parallelamente, per l'Impero ottomano, la rete era di vitale importanza, perché solo fornendo adeguati approvvigionamenti sul fronte meridionale del canale di Suez, con armi e truppe, la lotta contro i ribelli arabi sarebbe stata efficace.
Nel 1914 erano stai completati solo 1094 chilometri del percorso. I tratti mancanti furono surrogati con ferrovie a scartamento ridotto, ovvero ferrovie Decauville, con un calibro di 600 mm, che però comportavano, per ogni trasbordo, lo scarico e il carico di tutte le merci.
Nel 1918 il percorso della ferrovia di Baghdad era completato, in direzione sud, da Istanbul-Konya fino a Nusaybin e, in direzione nord, da Baghdad fino a Samarra e copriva, comprese le diramazioni, una lunghezza di circa 2.000 chilometri. Così, come stilato nel progetto originario, le due linee avrebbero dovuto congiungersi a Nusaybin. Gran parte dei notevoli danni inferti alla rete ferroviaria furono riparati già durante lo svolgimento del conflitto. I primi treni, così, poterono percorrere quello che era stato il territorio ottomano, ora sotto la giurisdizione degli occupanti francesi e britannici, che ne avevano l'amministrazione.
Solo nel 1920, con il trattato di pace di Sèvres, la ferrovia ritornò sotto la giurisdizione turca. Ma la mappa geografica della regione era stata ridisegnata.
Sotto la guida di Mustafa Kemal Atatürk, il 29 ottobre 1923, era nata la Repubblica di Turchia, ma il percorso della ferrovia di Baghdad correva ormai attraverso tre diversi paesi: la Turchia, la Siria e l'Iraq.
Per il completamento del tracciato mancavano circa 485 chilometri, ma la costruzione fu sospesa per un lungo periodo di tempo, durante il quale i tratti non serviti dalla ferrovia furono coperti con mezzi di trasporto su gomma.

### Zona di occupazione francese
Alla fine della guerra, nella spartizione dei territori dell'ex Impero ottomano la Francia si trovò ad occupare, oltre la Siria, anche la parte meridionale dell'Anatolia. Decise di affidare la gestione delle linee ferroviarie di queste regioni a due società.
La "Società ferroviaria Damasco-Hamas e prolungamenti" (Société du Chemins de fer Damas – Hama et Prolongements) gestiva i tratti ferroviari, allocati prevalentemente in Siria, dove fu deciso di lasciare i requisiti tecnici preesistenti, compreso, ove presente, lo scartamento ridotto.
La "Società ferroviaria per la Cilicia e la Siria del Nord" (Société du Chemin de fer Cilicie - North Syrie) gestiva i tratti ferroviari, allocati prevalentemente in Turchia, dove fu deciso invece di adottare lo scartamento normale. I percorsi di competenza andavano da Pozanti nel Tauro a Nusaybin, sempre in territorio turco. La società gestiva, tenuto conto delle diramazioni che raggiungevano Mersin (49 km), Alessandretta (59,6 km) e Mardin (25 km), complessivamente 821 chilometri. Con il trattato di Ankara del 1921 la società assunse il nome di "Società di gestione della ferrovia Pozanti - Aleppo - Nusaybin e prolungamenti" (Société d'Exploitation des Chemins de fer Bozanti - Alep - Nissibie et Prolongements, BANP).
Infine, nel 1933, questa società fu definitivamente sciolta ed al suo posto subentrarono, sebbene in modo parziale, le Ferrovie dello Stato turche (TCDD).

### Turchia
Con il trattato di Losanna nel 1923 fu stabilito che la ferrovia di Baghdad sarebbe stata la linea di confine tra la Siria e la Turchia lungo la direttrice che da Karkamış (in Siria Dscharablus) va a Nusaybin. Lungo questo percorso, tutti gli insediamenti, comprese le stazioni, si trovavano sul lato sud e quindi la Siria si trovò avvantaggiata, in quanto li trovò già insediati sul proprio territorio. La Turchia fu costretta a ricostituire sul tracciato nuovi insediamenti e luoghi di reception sul proprio territorio che furono così denominati:
- Karkamış (Islahiye) (per la parte siriana: Dscharablus (Jarabulus)
- Akçakale (per la parte siriana: Tel Abyad)
- Sayali (per la parte siriana: at-Tu'aim)
- Ceylanpınar (per la parte siriana: Ras al-Ain)
- Şenyurt (Kızıltepe) (per la parte siriana: Al-Darbasiyah)

Operativamente questo risultato risultò del tutto insoddisfacente perché i collegamenti Islahiye-Meydan Elbaz e Achterin-Çobanbey, all'interno del territorio turco, furono rallentati e condizionati dal traffico di transito in territorio siriano. Solo dopo 40 anni il problema venne risolto con la costruzione all'interno del territorio turco di nuove tratte, che erano così articolate:
- 1929: Fevzipasa (nel distretto di Islahiye) - Narli (Kahramanmaraş) - Gölbaşı (Adıyaman) (138 km)
- 1935: Narlı - Gaziantep (84 km)
- 1960: Ganziatep - Karkamış (91 km)

Nel 1924 il governo turco decise di acquistare la Ferrovia anatolica, che era gestita da società private. Subito dopo la stessa Ferrovia anatolica acquisì dalla Anadolu-Baghdad Demiryolları la parte iniziale della ferrovia di Baghdad fino a Yenice. Nel 1933, come visto in precedenza, il tratto lungo il confine turco-siriano era stato acquistato dalle Türkiye Cumhuriyeti Devlet Demiryolları (Ferrovie dello Stato turche) ed era stato utilizzato, nella parte iniziale, il percorso Adana - Fevzipasa (nel distretto di Islahiye). Il resto del precedente tracciato da Çobanbey a Nusaybin era stato integrato nella Cenup Demiryolları (CD), Società ferroviaria del sud. Anche questa società nel 1948 fu acquistata dalla Türkiye Cumhuriyeti Devlet Demiryolları (Ferrovie dello Stato turche) (TCDD), che così ebbe sotto il suo controllo tutta la parte della ferrovia di Baghdad che transitava nel territorio della Repubblica di Turchia.

### Iraq
L'Iraq nel 1936 acquistò per 494.000 sterline inglesi dalla Gran Bretagna il tratto della ferrovia di Baghdad che andava da Samarra a Baghdad. La parte rimanente del tracciato, che andava da Tall Kushik al confine sirio-iracheno, a Sammarra, lungo 384 km, doveva essere ancora completata e fu inaugurata nel 1940.

## La fase finale della costruzione
Nel 1936 le iniziative congiunte di Siria e Iraq consentirono di chiudere l'ultimo gap. Il 15 luglio 1940, finalmente, la linea ferroviaria era completamente agibile. Così, 52 anni dopo il rilascio della prima concessione, il Taurus Express poté transitare per l'intero tragitto, da Istanbul fino alla stazione di destinazione, Baghdad.
Più tardi, la linea fu estesa a sud della città portuale irachena di Bassora. La ferrovia di Baghdad, alla fine, raggiunse l'obiettivo di collegare il Bosforo e il Golfo Persico. Tuttavia i rapporti tesi dei paesi attraverso i quali si snoda il tracciato ne hanno permesso il regolare e costante funzionamento soltanto in modo saltuario.
Inoltre, i lunghi tempi necessari per la sua realizzazione hanno ridotto sensibilmente l'importanza strategica ed economica dell'opera, la cui valenza è stata superata con l'uso di altri mezzi di trasporto.

## I recenti sviluppi

### Stato di conservazione
Al 2015, la maggior parte del percorso è ancora in condizioni accettabili. Tuttavia, in Iraq e in parte della Siria la nuova situazione geo-politica creatasi con l'avvento dello Stato Islamico impedisce di avere notizie attendibili sullo stato delle cose. Le informazioni fornite sono insufficienti e i collegamenti in questi paesi esistono solo sulla carta.
Sembrerebbe, tuttavia, che le stazioni siano, in gran parte, conservate nel loro stato originale.

Itinerario del Taurus Express

In Turchia, dove il traffico è regolare, i tratti utilizzati per il trasporto di minerali pesanti, che vanno da Alessandretta Toprakkale a Narli e da Malatya a Divriği sono stati elettrificati.

### Stato di funzionamento

#### Taurus Express
La nuova denominazione della ferrovia di Baghdad fu Taurus Express. La prima corsa si ebbe il 15 febbraio 1930. Tuttavia, in quel periodo, i passeggeri erano costretti, per la tappa del viaggio tra Nusaybin e Kirkuk, a trasferirsi in pullman forniti dalla Compagnie Internationale des Wagons-Lits. Da Kirkuk il viaggio continuava con la ferrovia a scartamento ridotto fino a Baghdad. Nel 1939 questo servizio veniva eseguito tre volte a settimana da Istanbul a Baghdad, con coincidenze per Teheran e Il Cairo.
A causa di tensioni politiche, il treno transita dal 1982, solo come collegamento nazionale puro, tra Istanbul e Gaziantep, ma una volta alla settimana prosegue fino ad Aleppo in Siria. La connessione di Mosul, sospesa poco prima del 2002, era stata ripristinata il 16 febbraio 2010, ma per gli eventi bellici è stata nuovamente sospesa.

#### Collegamenti con Siria e Iraq
Nel 2002 la ripresa del collegamento diretto da Istanbul a Baghdad era stata decisa in un accordo tra le ferrovia turche e irachene, ma gli eventi bellici successivi ne hanno impedito, fino ad ora, l'attuazione.
- Il valico di frontiera Islahiye / Maydān Akbis è agibile sia che con i treni merci, sia con due treni settimanali provenienti da Teheran, direzione Damasco.
- Il valico di frontiera Çobanbey / Achterin, dopo 30 anni, è stato riaperto nel 2009. Il traffico passeggeri attraverso il valico di confine era fino al 2010 assicurato con due treni settimanali tra Aleppo e Gaziantep. Sempre a causa degli eventi bellici, il servizio non è ora assicurato.
- Il valico di frontiera Nusaybin / Qamishli fu riaperto, dopo decenni di chiusura, sempre nel 2009. Serviva essenzialmente per il trasporto merci con treni tra Gaziantep (Turchia) e la Siria fino a Mosul (Iraq). Dopo il 2010 il valico, sebbene sia ancora aperto, risulta isolato e il traffico interrotto.
- Il valico di frontiera di al-Yarubiyya / Tall Kushik tra la Siria e l'Iraq è utilizzato per il traffico merci, ma attualmente il traffico è interrotto.

## Galleria d'immagini

Ferrovia di Baghdad
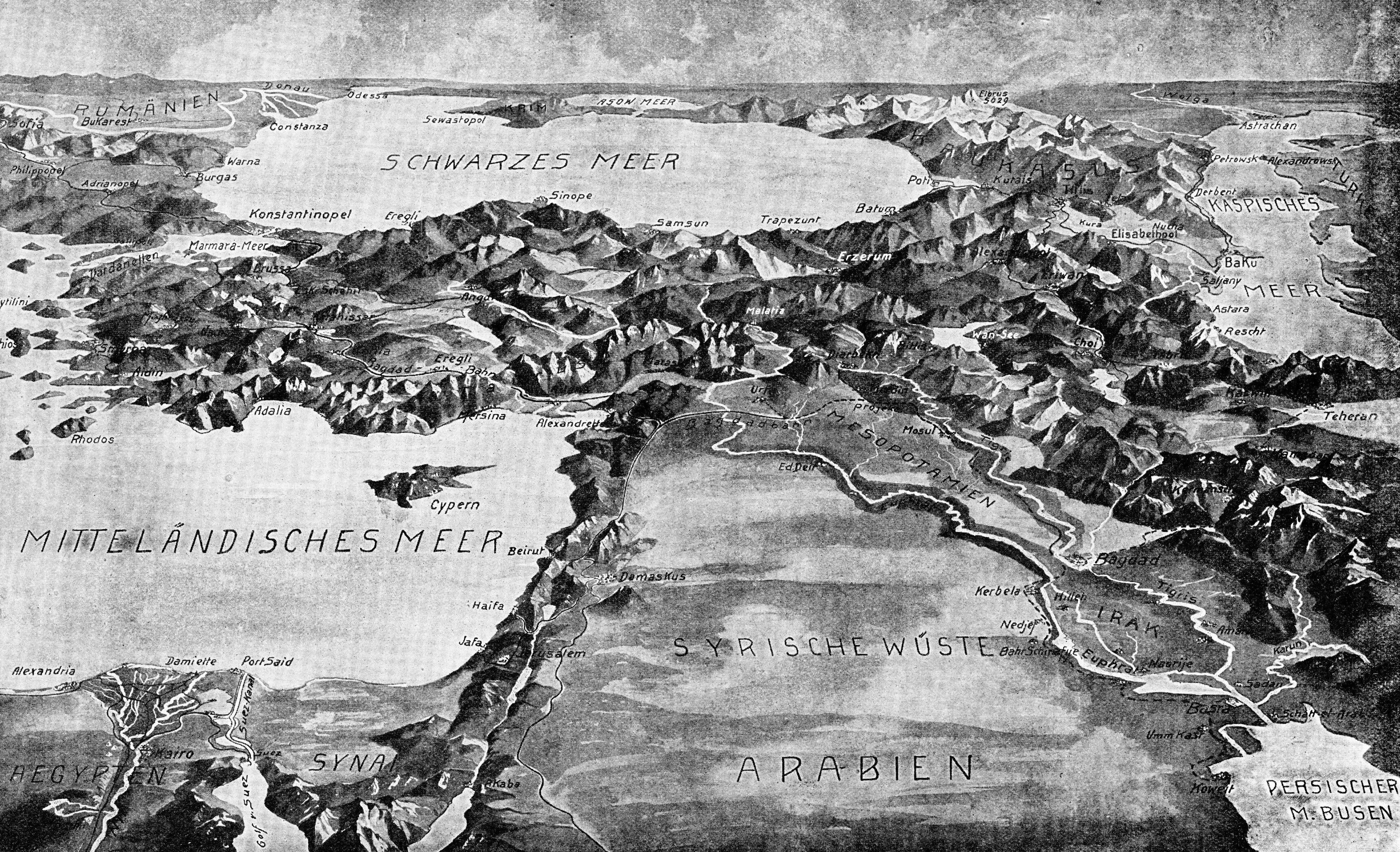
La Turchia e la ferrovia di Baghdad nel 1915
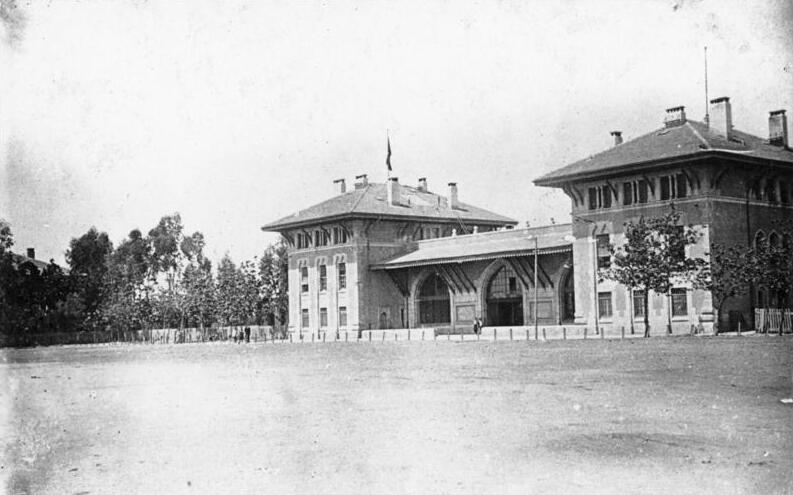
Stazione di Adana 1913
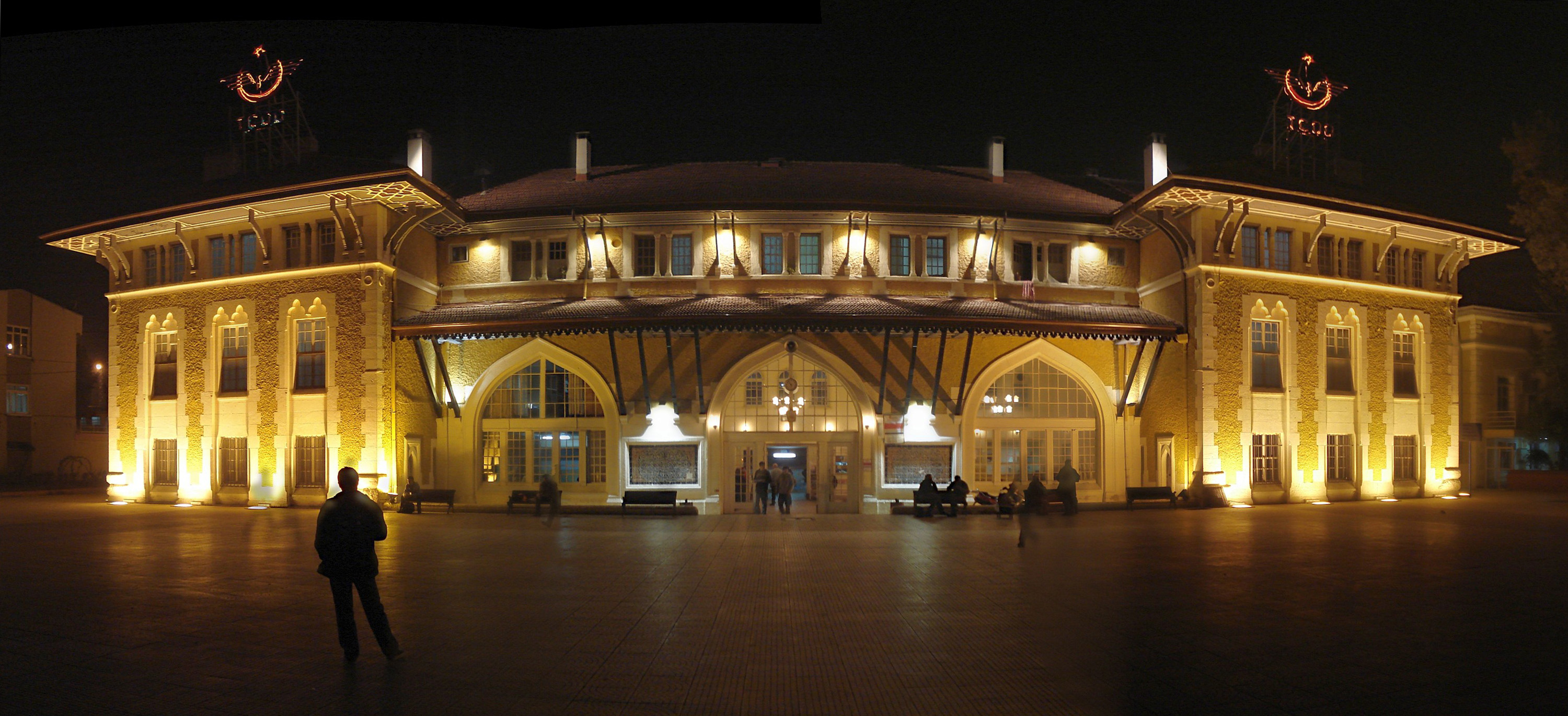
Stazione di Adana
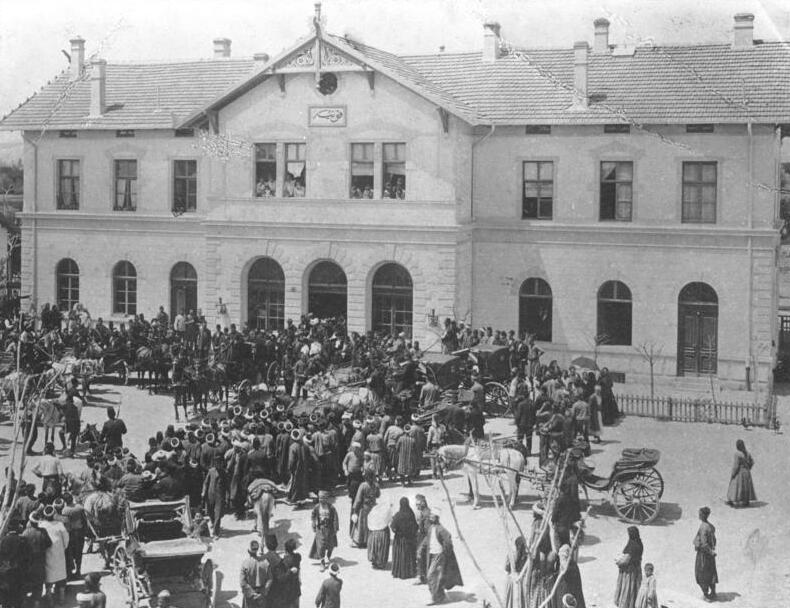
Inauguarazione del primo tratto nel 1904
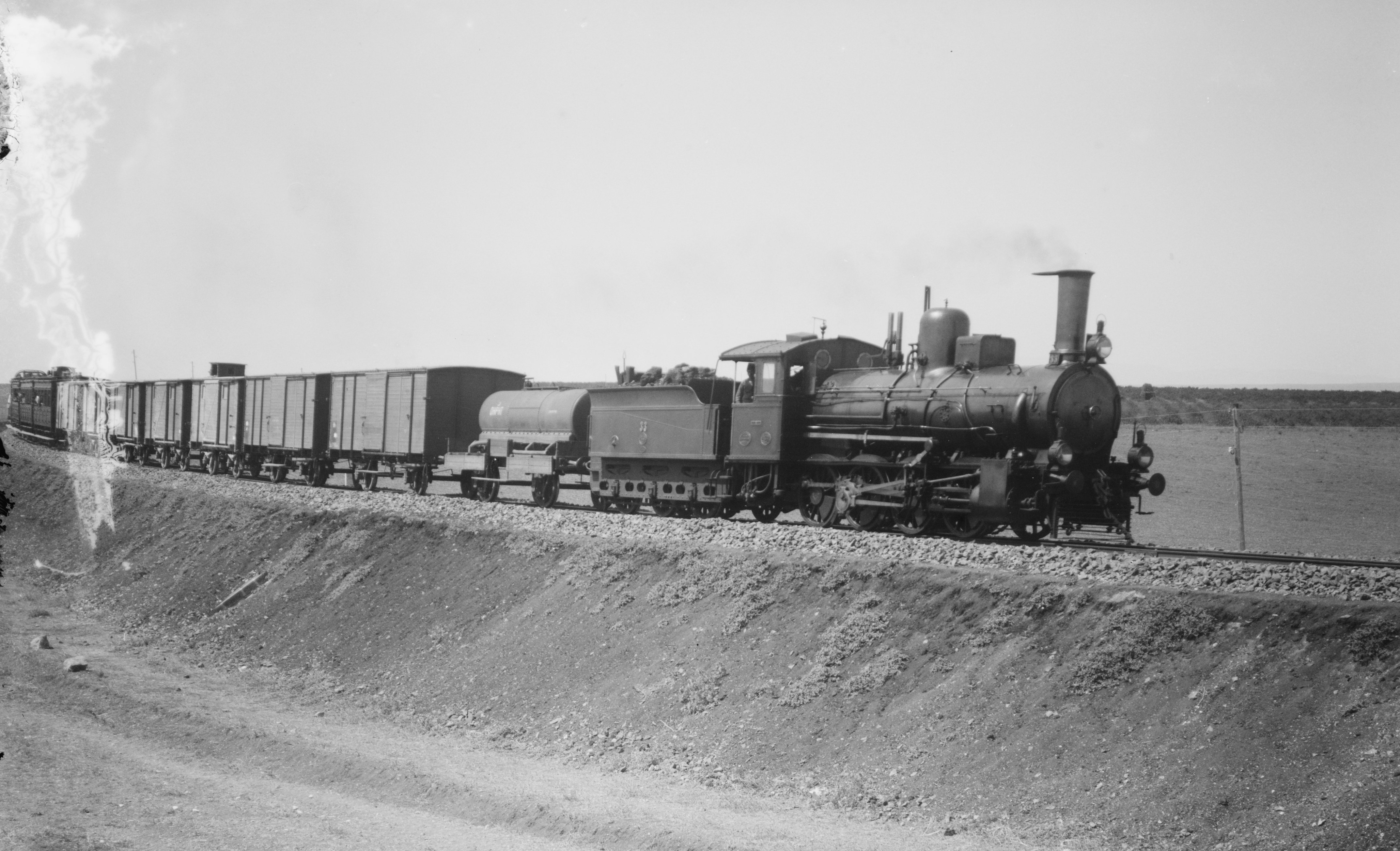
Treno in transito nel 1900
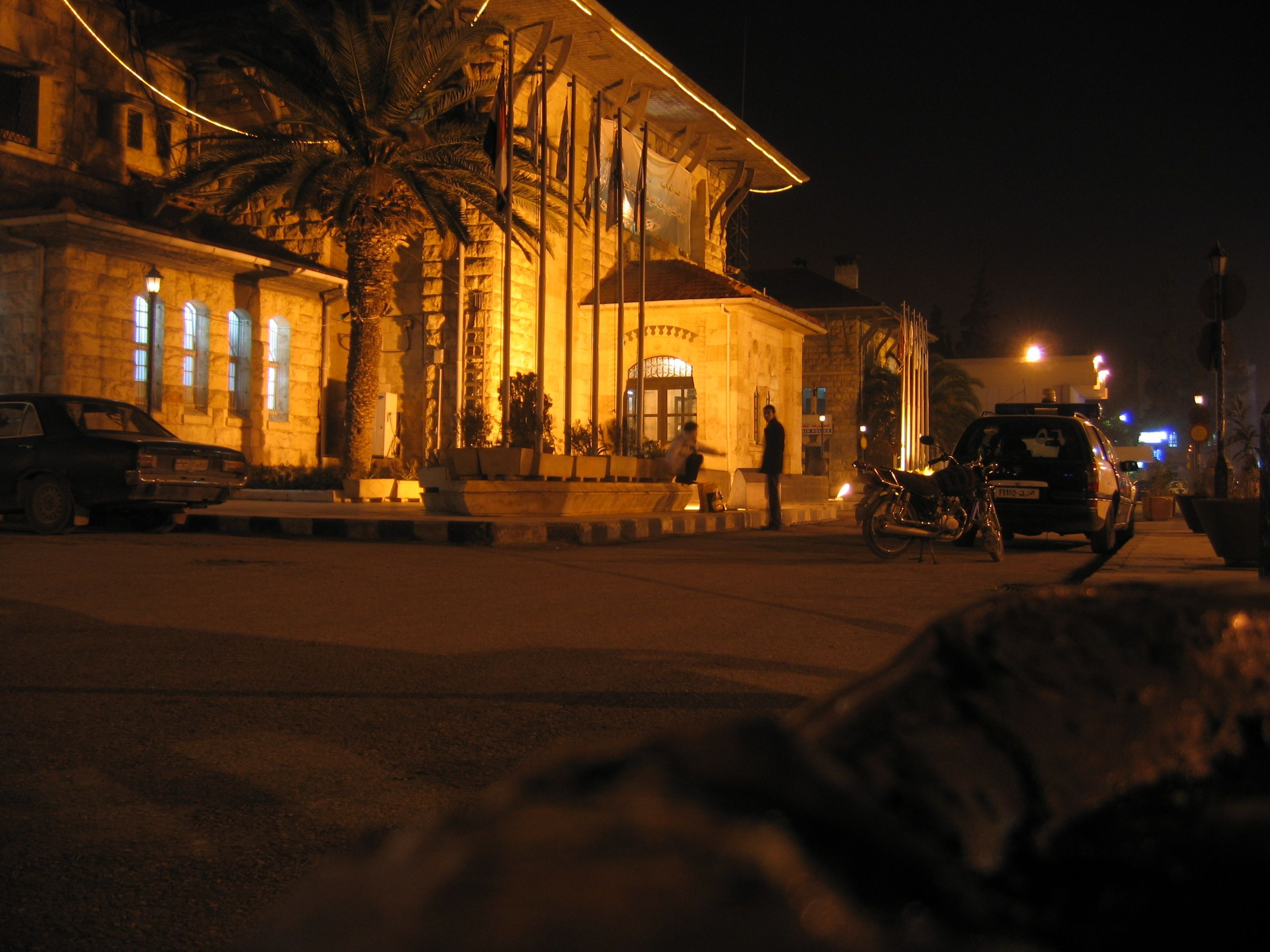
Stazione di Aleppo
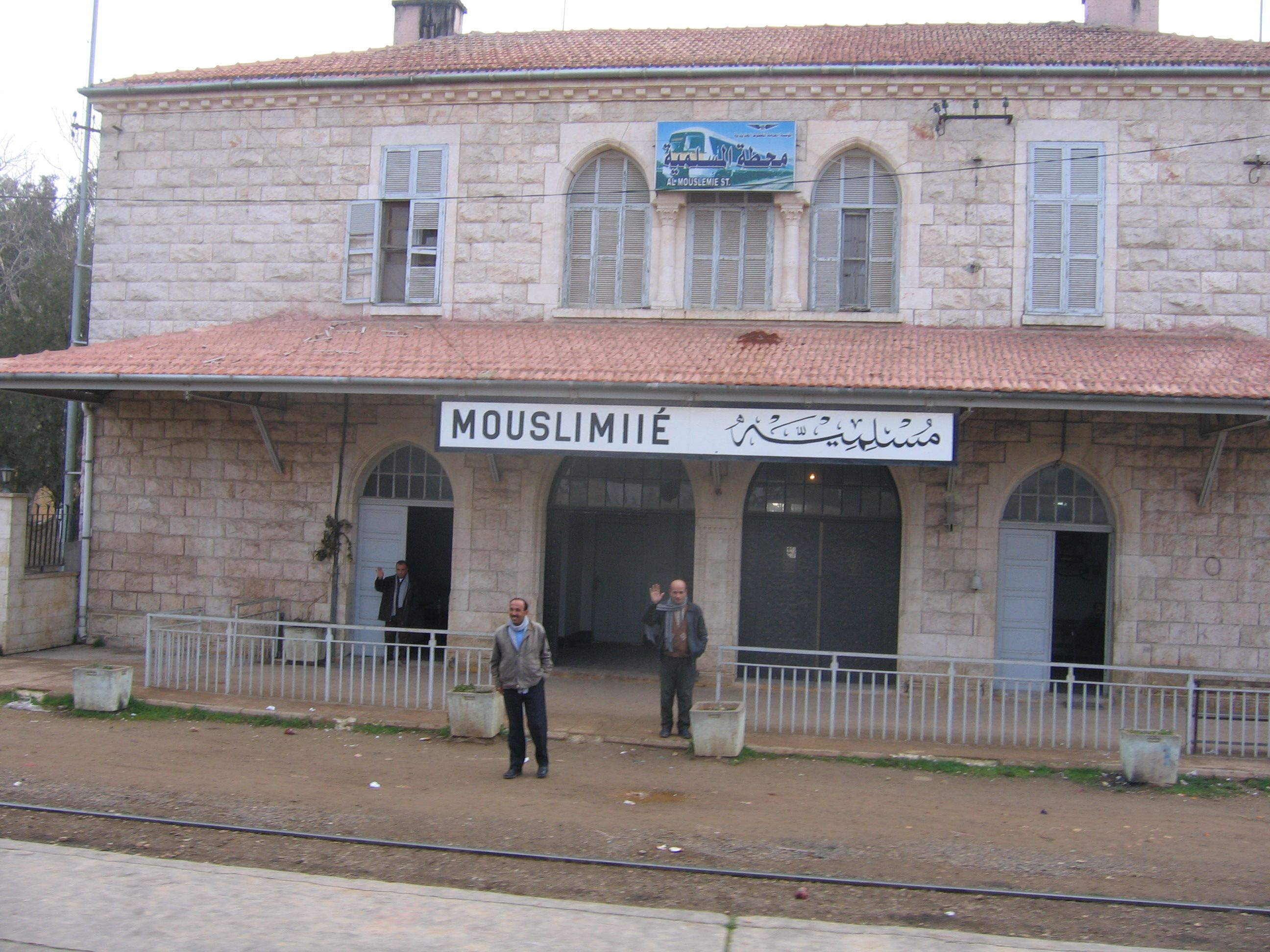
Stazione Muslimiyya (Mouslimié), in Siria.
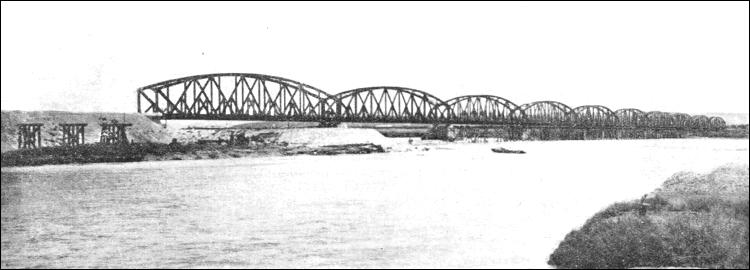
Ponte sul fiume Eufrate
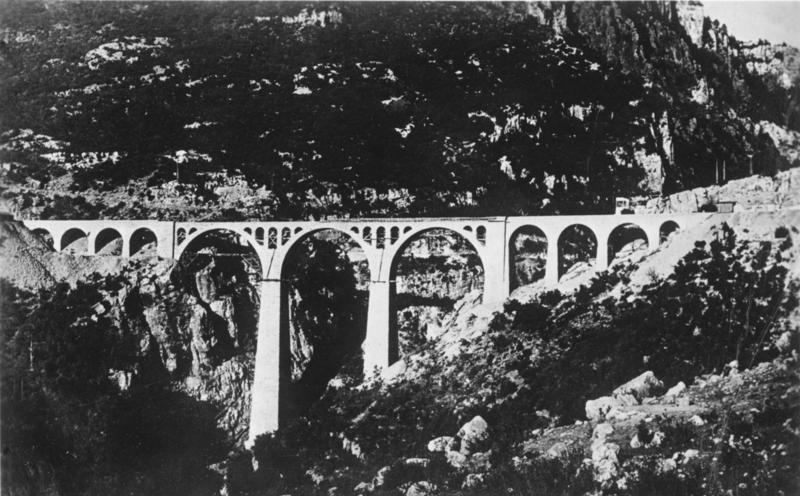
Kanyon della Varda. Viadotto nelle montagne del Tauro
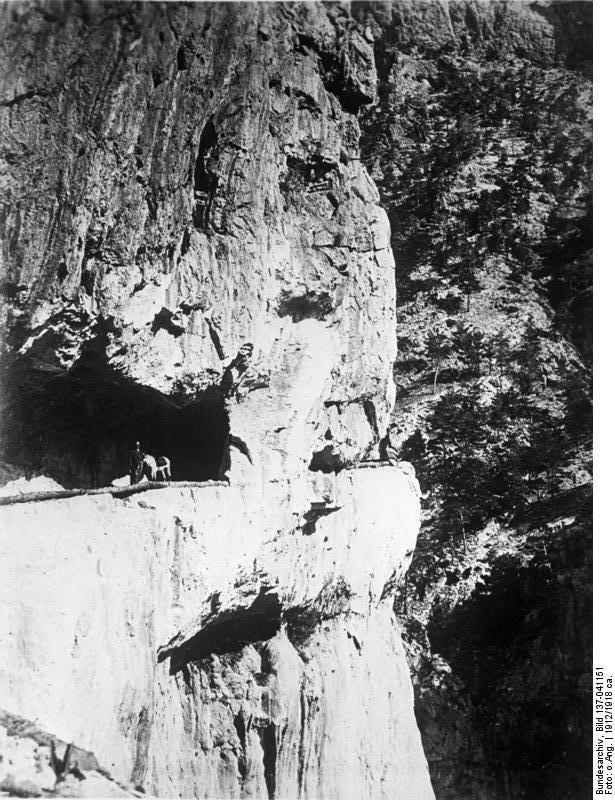
Via aperta tra le montagne del Tauro eseguiti da Philipp Holzmann AG
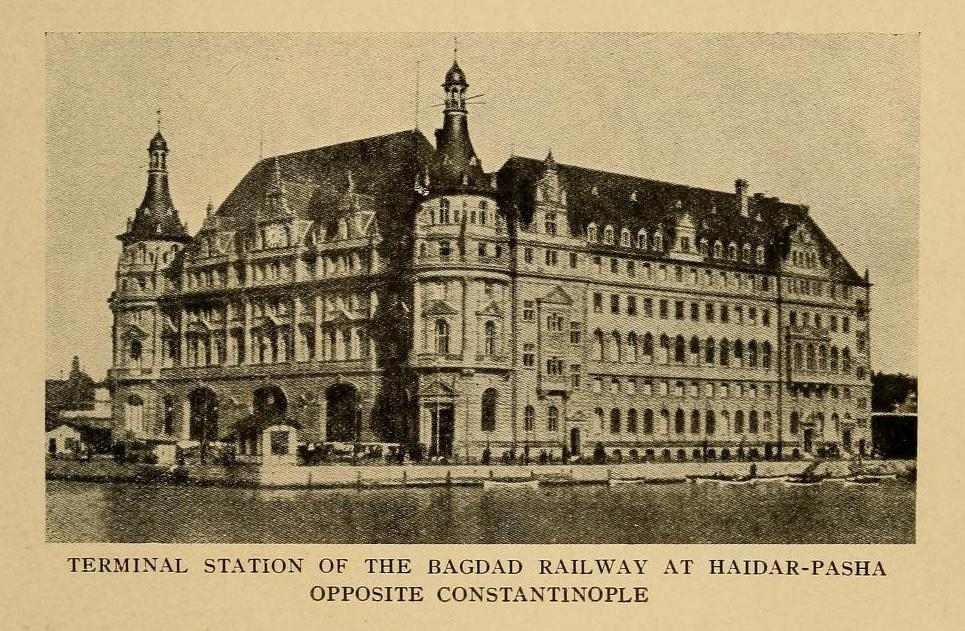
Stazione della Bagdad railway a Haydarpasa (1910)